# Karlchens Parade
Karlchens Parade ist eine deutsche Kurzfilm-Komödie aus dem Jahre 2003 mit Dirk Bach in der Hauptrolle. Regie führte Michael Ester.

## Handlung
Karlchen, Bewohner eines westfälischen Dorfes, fegt jeden Tag haarklein die „Hauptader“ seines Heimatortes, um die vorbeiziehende Parade zu würdigen. Mehr noch, er beseitigt alle aufkreuzenden Gefahren. Eine ältere Dame trägt er gegen ihren Willen über die Straße. Einen ihm körperlich überlegenen Lastwagenfahrer versucht er zurechtzuweisen. Dessen Gewaltausbruch kann nur eine bildhübsche, engelsgleich auftauchende Politesse verhindern, die ihn auf das zufällig vorhandene Halteverbot aufmerksam macht. Selbst Hundekot entsorgt er willkürlich in einem angrenzenden Garten. All dies tut er nur, um selbst einmal die Parade anführen zu können, was ihm der Kapellmeister bisher erfolgreich verwehren konnte. Als sich Karlchen an diesem Tag marschgebend vor den Zug setzt, weicht ihm der Kapellmeister zunächst aus und lässt Karlchen dann ob seiner Hartnäckigkeit im Takt der Musik verprügeln.

## Hintergrund
Drehort war ein wegen seiner Idylle gewählter Ausläufer von Oberhausen (Siedlung Stemmersberg).
Dem Kurzfilm wurden Mittel des Förderprogramms NRW zugeschlagen und ermöglichten so u. a. Aufführungen auf der Berlinale.

## Auszeichnungen
2004 erhielt der Film das Prädikat „wertvoll“ der Filmbewertungsstelle Wiesbaden.